# Harnes
Harnes (Nederlands: Harne) is een gemeente in het Franse departement Pas-de-Calais (regio Hauts-de-France). De plaats maakt deel uit van het arrondissement Lens. Harnes telde op 1 januari 2022 12.264 inwoners.

## Geografie
De oppervlakte van Harnes bedroeg op 1 januari 2022 10,76 vierkante kilometer; de bevolkingsdichtheid was toen 1.139,8 inwoners per km².

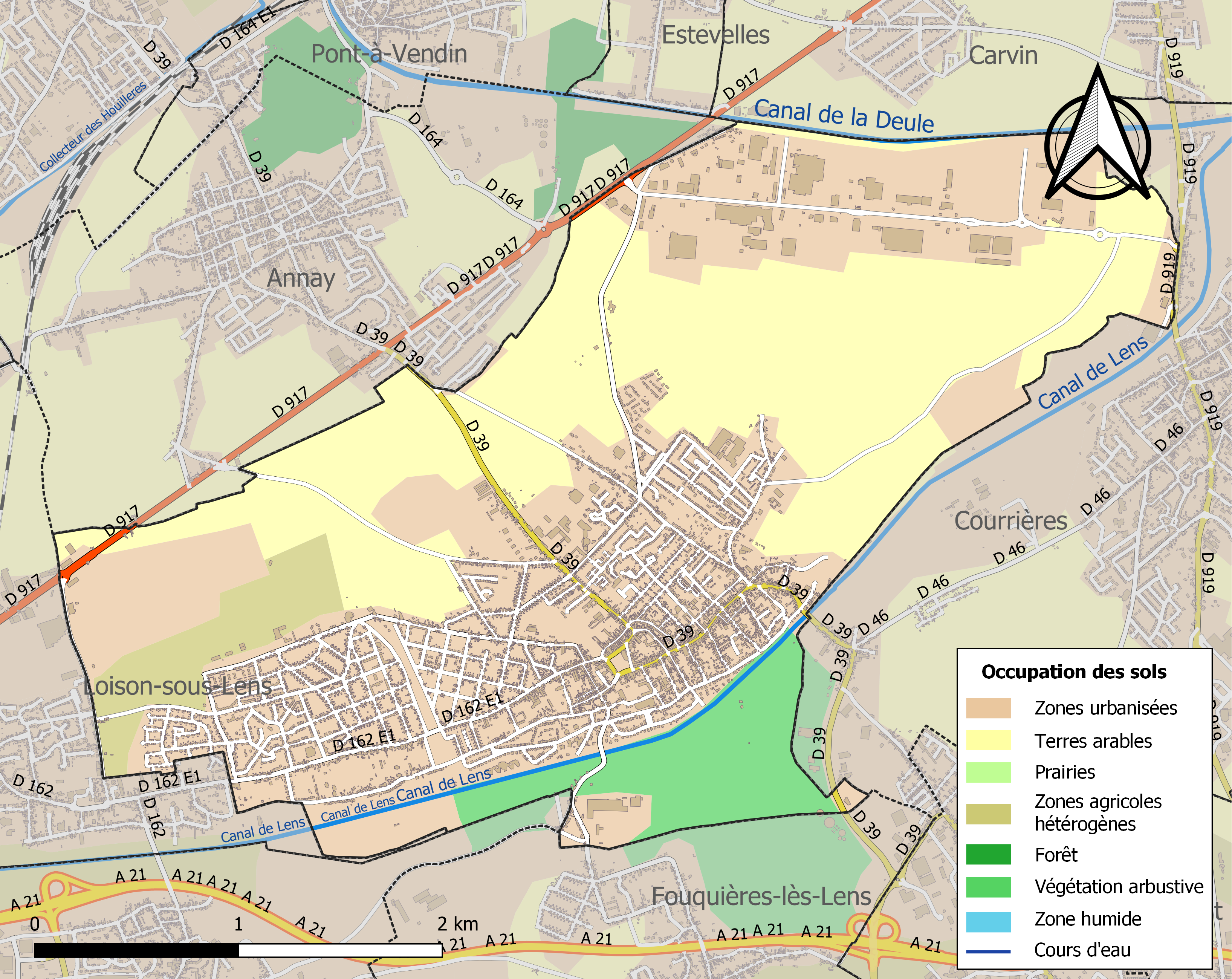
Kaart van de gemeente met belangrijkste infrastructuur, bodemgebruik en omliggende gemeenten

## Demografie
Onderstaande figuur toont het verloop van het inwonertal (bron: INSEE-tellingen).